# 大隅洋

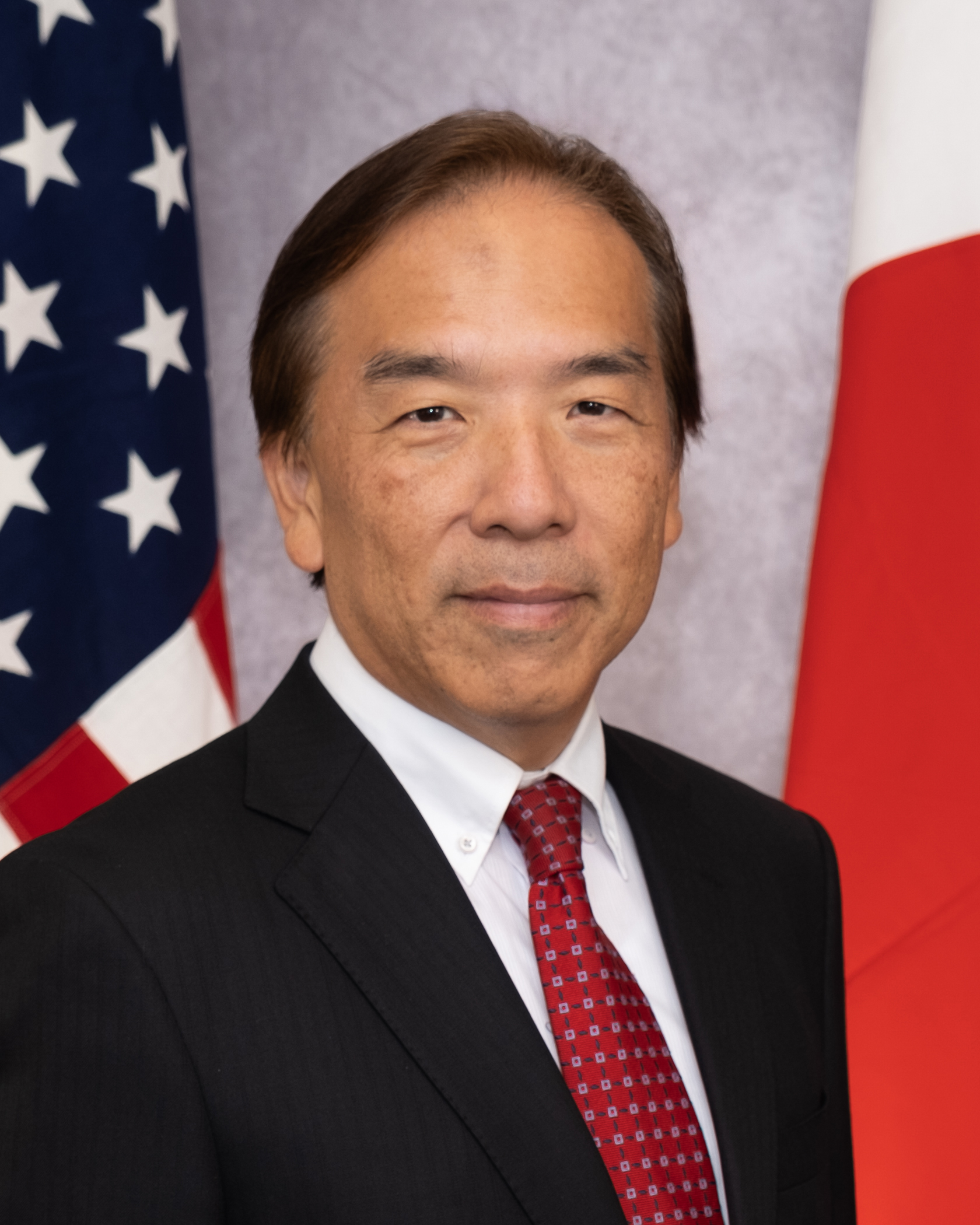
外務省より公表された公式肖像画像

大隅 洋（おおすみ よう、1966年〈昭和41年〉9月5日 - ）は、大阪府出身の日本の外交官。
在英国大使館公使、在イスラエル大使館公使、大臣官房参事官、大臣官房審議官などを経て、2023年8月から在サンフランシスコ総領事を務める。

## 略歴
- 1990年3月　東京大学経済学部経済学科卒業
- 1990年4月　外務省入省
- 1995年7月　大臣官房海外広報課
- 1997年7月　大臣官房海外広報課 課長補佐
- 1997年9月　法務省刑事局 法務専門職（法務専門官）
- 1999年8月　外務省北米局日米安全保障条約課日米地位協定室 課長補佐 兼 北米局日米安全保障条約課
- 2001年7月　アジア大洋州局南西アジア課 首席事務官
- 2003年7月　在オランダ日本国大使館 一等書記官
- 2005年8月　国際エネルギー機関事務局（フランス国パリ）
- 2009年10月　外務省国際協力局地球環境課企画官（地球環境問題担当）
- 2010年12月　内閣官房内閣情報調査室 内閣参事官
- 2011年8月　外務省経済局経済安全保障課長
- 2013年8月　国際情報統括官付国際情報官（第一国際情報官室担当）
- 2014年7月　在英国日本国大使館 参事官
- 2016年7月　在英国日本国大使館 公使
- 2017年6月　在イスラエル日本国大使館 公使
- 2019年7月　大臣官房参事官 兼 領事局、中南米局
- 2019年9月　大臣官房サイバーセキュリティ・情報化参事官 兼 領事局、中南米局
- 2020年9月　大臣官房サイバーセキュリティ・情報化参事官 兼 国際情報統括官付
- 2021年9月　大臣官房審議官
- 2023年8月　在サンフランシスコ日本国総領事館 総領事

## 同期
- 麻妻信一（24年ナミビア大使）
- 新居雄介（24年イスラエル大使・22年国際情報統括官・21年国際情報統括官付兼総合外交政策局審議官）
- 伊従誠（23年シアトル総領事）
- 岩本桂一（24年領事局長）
- 遠藤和也（24年フィリピン大使・22年国際協力局長・21年総合外交政策局兼領事局審議官）
- 貴島善子（23年広州総領事）
- 小林麻紀（23年外務報道官・21年中南米局長・17年東京五輪組織委員会広報局長）
- 兒玉良則（23年ホノルル総領事）
- 徳田修一（24年在ロシア大使館公使・22年シドニー総領事）
- 野口泰（23年中南米局長・22年サンフランシスコ総領事・20年防衛省防衛政策局次長・17年サンパウロ総領事・15年宮崎県警察本部長）
- 山中修（24年シドニー総領事）